# Polia Chentoff
Polia Chentoff (en russe Полина (Пола) Аркадьевна (Абрамовна) Хентова - Polina Chentova -, francisé parfois en Pauline Chentoff), née à Vitebsk en 1896 et morte à Londres le 21 mars 1933, est une peintre, illustratrice, graveur et sculptrice russe.

## Biographie
Elle effectue ses études à l'Académie royale des beaux-arts de Bruxelles puis travaille à Munich et Paris. Après la Première Guerre mondiale, elle retourne à Moscou et y expose à la Société des arts (1918). Après un passage par Kiev, elle rejoint Berlin puis s’installe en 1923 à Paris où elle prend part à l’exposition russe de la Rotonde (1925) et présente au Salon d'automne de 1928 les toiles Jeune fille et Femme à la coiffure. 
En 1930, elle s'installe à Londres comme assistante de Edmond Xavier Kapp (en) qu'elle épouse, mais meurt trois ans plus tard.

Gravures par Polia Chentoff pour The Voice of fire de Manuel Komroff 1928
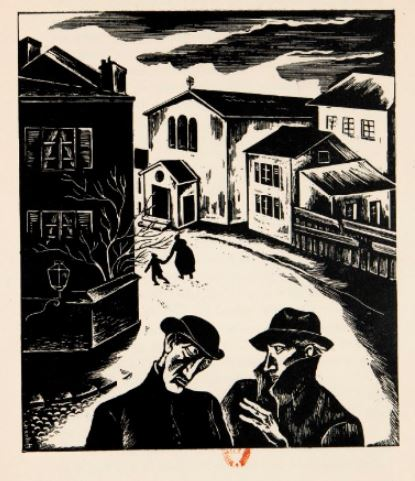
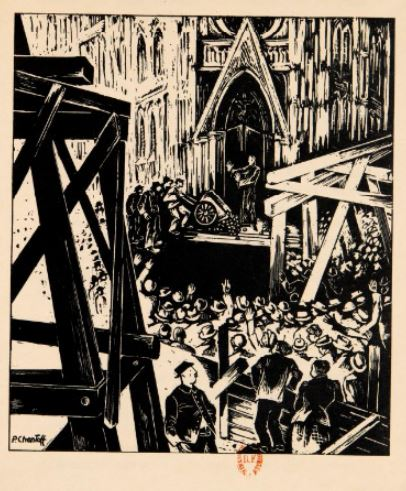
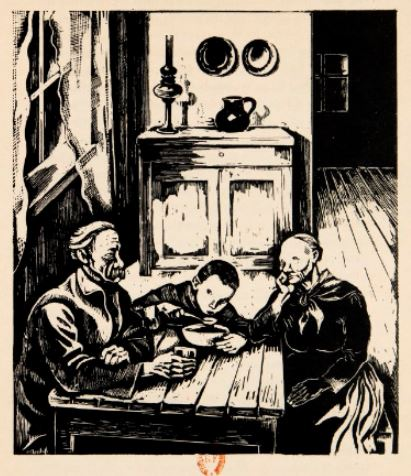